# Джейн Фостер
Джейн Фостер (англ. Jane Foster) — персонаж, появлявшийся в комиксах издательства Marvel Comics. Долгое время была медсестрой, помогавшей доктору Дональду Блейку — земному воплощению бога скандинавской мифологии Тора.

## История публикаций
Персонаж Джейн Фостер впервые появился в выпуске Journey Into Mystery #84 в сентябре 1962 года и был создан издателем Стэном Ли, сценаристом Ларри Либером и художником Джеком Кирби. В первых двух выпусках Джейн носила фамилию Нельсон, она появилась в качестве романтического увлечения доктора Дональда Блейка — тайного земного воплощения супергероя Тора. Была главным персонажем вплоть до #136, после чего перешла в ряды второстепенных.

## Биография
Джейн Нельсон, позже известная под именем Джейн Фостер, получила работу медсестры у хирурга — доктора Дональда Блейка, к которому она начала испытывать чувства, не зная, что Блейк и Тор — один и тот же человек. Так продолжалось некоторое время, пока Тор не открыл ей правду и даже взял её в Асгард вместе с ним. Там Джейн получила способности одной из бессмертных богинь, но не прошла испытания мужества Одина. После, Один вернул её на Землю, лишив способностей и заставив забыть и её нахождение в Асгарде, и Тора. После этого, Джейн встречает Кита Кинкейда и влюбляется в него, а тем временем в Асгарде Тор воссоединяется со своей детской любовью, Сиф.
Тор и Джейн некоторое время живут отдельно, пока Тор не узнает, что Джейн совершила попытку самоубийства, будучи под влиянием сущности, известной как Страх. Тор отправляется к ней в больницу, где проводит время рядом с её постелью. Сиф видя, что Тор еще испытывает чувства к Джейн, решает сохранить ей жизнь, путём объединения воедино её и своей жизненных сил. Джейн отделяется от Сиф и попадает в пространственно-временной карман. Тор и Сиф в конечном итоге спасают Джейн и возвращают её на Землю. По возвращении, она выходит замуж за Кита Кинкейда. После этого, Джейн иногда помогала Мстителям, когда была необходимость.
Джейн снова появляется во втором томе Тора, уже в качестве доктора и руководит несколькими парамедиками в больнице Нью-Йорка, среди которых был Джек Олсен. Когда Джейк стал воплощением Тора, это доставляло проблемы, к примеру, Олсен неоднократно игнорировал медицинские распоряжения, используя способности Тора для того, чтобы провести какую-либо сложную медицинскую процедуру. Позже, Фостер оказывается вовлечена в полицейское разбирательство по обвинению Олсена в хранении наркотиков.
Во время Гражданской войны, Джейн принимает сторону Капитана Америки и супергероев, восставших против закона о регистрации, и присоединяется к команде Секретных Мстителей. Она работала в Щ.И.Т. в охраняемом доме № 23. Кратко появляется в выпуске Civil War #2, а редактор Marvel Том Бревурт подтвердил, что она действительно имела отношение к команде Молодых Мстителей. Позже появляется, чтобы помочь пострадавшему в драке Человеку-пауку.
Услышав о возвращении Дональда Блейка и Тора, Джейн разводится со своим мужем и впоследствии теряет право опеки над их ребенком, Джимми. Блейк навещает Фостер в её больнице в Нью-Йорке когда занимается поисками Сиф, предполагая, что она возродилась в теле Джейн после Рагнарёка. У них случается одно свидание, а позже Джейн сообщает Блейку, что Сиф возродилась в теле пожилой пациентки, умирающей от рака. Тор прибывает в Нью-Йорк и успевает восстановить Сиф прежде, чем пациентка умирает. Позже, Фостер переезжает в Брокстон, штат Оклахома, где Тор восстановил разрушенный Асгард, и открывает там медицинскую практику вместе с Дональдом Блейком.
Спустя много лет, Джейн начала умирать от рака, но лекарство не удавалось найти. Тогда Джейн отправилась с Одинсоном в Асгард, однако и там ничего не смогли сделать с её болезнью. Позже появилась новая Тор — загадочная женщина, скрывающая свою личность под маской. Как станет ясно позже, достойной легендарного молота оказалась Джейн.

## Вне комиксов

### Телевидение
- Появилась в мультсериале 1966 года «Супергерои Marvel», где была озвучена Пег Диксон.
- Появилась в мультсериале «Мстители: Величайшие герои Земли», где была озвучена Кэри Валгрен.

### Кино
- В полнометражном фильме «Тор» (2011) роль Джейн Фостер исполнила Натали Портман[19]. Она стала романтическим увлечением Тора и одним из главных персонажей фильма. Профессия Джейн была изменена с доктора на астрофизика, после нескольких консультаций Marvel Entertainment с агентством Science & Entertainment[20].
- В фильме «Тор 2: Царство тьмы» (2013) Натали Портман возвращается в роли Джейн Фостер, где по сюжету девушка случайно становится вместилищем древнего оружия темных эльфов.
- Появление Джейн планировалось в фильме «Тор: Рагнарёк» (2017), однако Портман отказалась участвовать в проекте. Позже директор КВМ Кевин Файги заявил, что Тор и Джейн расстались и в ближайшее время появление персонажа не планируется.
- Натали Портман появилась в качестве камео в фильме «Мстители: Финал» (2019) во время путешествия во времени Тора и Ракеты.
- Натали Портман исполнила роль Джейн Фостер / Могучего Тора в фильме «Тор: Любовь и гром» (2022).

### Игрушки
- Фигурка Джейн Фостер была выпущена в 39-й линии игрушек Marvel Minimates, созданной по мотивам полнометражного фильма 2011 года.

### Игры
Джейн появился как играбельный персонаж в нескольких видеоиграх:
- Появлялась в DLC для LEGO Marvel Super Heroes.
- MARVEL: Битва Чемпионов.
- Marvel: Future Fight.
- LEGO Marvel’s Avengers как Тор.

- Играбельный персонаж в видеоигре Marvel's Avengers